# Eva Ivarsson
Eva Ivarsson, född 29 december 1945 i Alingsås, är en svensk före detta friidrottare (sprinter). Hon tävlade för klubben IK Vikingen.